# Annapolis Royal
Annapolis Royal anlades ursprungligen av fransmännen som Port Royal 1605. Den låg då på norra sidan om Annapolisviken, men sedan den förstörts 1613 av trupper under befäl av den engelske guvernören i Virginia, flyttades den till sin nuvarande plats. Port Royal var residensstad i det franska Akadien och anfölls sex gånger av engelsmännen. Sedan provinsen slutligt erövrats 1710 döptes staden om till sitt nuvarande namn. Annapolis Royal var till 1749 residensstad i den brittiska provinsen Nova Scotia, då den efterträddes av Halifax. Under denna tid gjordes sex misslyckade försök att återerövra staden av fransmännen och dess indianska allierade. Inräknat ett överfall under det amerikanska frihetskriget har Annapolis Royal belägrats tretton gånger, fler än någon annan plats i Nordamerika.
Idag är Annapolis Royal en liten tätort på landsorten, som hade 491 invånare 2016.